# Las aventuras de Fattoruso & Rada
Las aventuras de Fattoruso & Rada: En blanco y negro es un disco de Hugo Fattoruso y Rubén Rada que ambos músicos grabaron en Estudio del Nuevo Mundo de Buenos Aires, en enero de 1991.

## Historia
Rubén Rada y Hugo Fattoruso se habían conocido, casi al inicio de sus carreras, en The Hot Blowers, y luego Rada llegó a formar parte de Los Shakers en sus orígenes. Años más tarde, cuando los hermanos Fattoruso estaban en Estados Unidos grabaron temas de Rada en Goldenwings (1976), el primer disco de Opa, y habían grabado “Brother Rada”, canción homenaje a Rada, en una sesión previa que fue editada posteriormente como Back Home. Rada se integró a Opa para la grabación de su segundo disco Magic Time de 1977 y permaneció como miembro estable de la banda en sus siguientes grabaciones: A Los Shakers (1981) y Opa en vivo (1988).
Hugo Fattoruso había grabado dos discos solistas Varios nombres (1986) en Montevideo y Oriental (1990) en Brasil. Había vuelto a radicarse en Montevideo tocando en la banda de Jaime Roos, entre otros proyectos, por lo que tenía un contacto más fluido con Argentina. Según cuenta Litto Nebbia en el libro Rada, durante la grabación de Terapia de murga, que sería el cuarto y último disco grabado por Rada para el sello de Nebbia, Melopea, surgió la posibilidad de grabar un disco con Hugo Fattoruso, que sería el tercero. Los dos primeros fueron Pa'los uruguayos (1989) y Las aventuras de Ruben Rada y Litto Nebbia (1990). Fattoruso viajó una semana a Buenos Aires y en cuatro días grabaron el disco con Rada.
“Ana” es una canción de Rubén Rada que con Hugo Fattoruso pensaban incluir en el disco Magic Time (1977) de Opa, pero se la guardaron porque estaban peleados con Airto Moreira, el productor del disco y decidieron conservar las mejores canciones y no incluirlas en ese disco (que al final incluyó la canción clásica "Montevideo" y hoy es considerado un álbum fundamental de la música moderna del Río de la Plata). Rada lo recordó en una nota para Página 12:

Lo mas curioso de ese disco es que terminamos guardándonos las canciones que en principio íbamos a hacer. (...) Asi que decidimos no darle "Heloísa", otro tema llamado "Ana", que terminamos grabando mucho después en el disco Las aventuras de Fattoruso & Rada, y un par de temas más, como "Todo mal", de Totem. Pero al final nos dimos cuenta que fuimos unos salames, porque cómo íbamos a decidir nosotros qué era bueno y qué no.

“Momentos” es un tema instrumental de Hugo Fattoruso que regrabó en 1994 con el baterista Jorge Graf para el disco que realizaron juntos, y que le da nombre a ese disco. “Santanita” fue vuelta a grabar por Rada y Fattoruso para el disco Montevideo de Rada, editado en 1996. “Candombe para Figari”, de Rada, dedicada al pintor Pedro Figari, se convirtió en un clásico de la música uruguaya, y ha sido grabada varias veces por Rada y otros artistas, como Pinocho Routin en su disco Noches de Carnaval (1995) o Ricardo Nolé en De profundis (2004).
Las aventuras de Fattoruso & Rada fue editado en Argentina en CD, en 1991, por Melopea y en Uruguay en casete por el sello Orfeo. Fue el primer disco de Rada editado directamente en formato CD.

## Lista de canciones
1. Por la ventana primaveral (Fattoruso)
2. Ana (Rada)
3. Toque I (Fattoruso)
4. Momentos (Fattoruso)
5. A José Novoa (Fattoruso)
6. Candombe para Figari (Rada)
7. Santanita (Fattoruso / Rada)
8. La zafra (Rada)
9. Candombe de hoy (Fattoruso)
10. Baby corazón (Rada)
11. La nobleza del mundo (Rada)

## Ficha técnica
- Hugo Fattoruso: piano, teclados, bajo, guitarra, batería, programación, voz líder en "Por la ventana primaveral"
- Rubén Rada: canto y toda la percusión
- Gustavo "Cheche" Etchenique: batería en "Por la ventana primaveral" y "Ana"
- Carlitos da Silva and Walter "Nego" Haedo: percusión en "Candombe de hoy" y "Candombe para Figari"
- Diego Ebbeler: sintetizador en "Santanita"
- Litto Nebbia: melódica Yamaha en "Santanita"
- Producido por Litto Nebbia para Discos Melopea
- Dirección musical: Hugo Fattoruso
- Grabado en Estudio del Nuevo Mundo, Buenos Aires, Argentina en enero de 1991.
- Técnicos de grabación: Mario Sobrino y Edgardo Rapetti
- Mezcla final digital: Hugo Fattoruso / Sobrino / Rubén Rada / Rapetti
- Foto de portada: Ricardo Murad
- Diseño gráfico: Pelusa Mariñas